# Andory Aladics Zoltán
Andory Aladics Zoltán (Fogaras, 1899. január 7. – Csíkszereda, 1990. november 1.) romániai magyar okleveles erdőmérnök, fényképész.
A 20. század első felében elkészített fényképei jelentős képes dokumentumai a korabeli Csíkszereda történelmének. Fényképei közül számtalan művészi értéket képviselő alkotás is fennmaradt az utókor számára.

## Élete és pályafutása
Erdőmérnöki oklevelét Sopronban szerezte meg. 1927-ben Csíkszeredába került át fiatal erdőmérnökként, ahol ettől kezdve az erdőfelügyelőség alkalmazottjaként munkálkodott. Az ő javaslatára ültettek kanadai nyárfákat a jelenleg a csíkszeredai park területén elhelyezkedő mocsaras, ingoványos területre.
Andory Aladics Zoltán 1930-ban nyitotta meg az abban az időben korszerű fényképészeti műtermét. Itt modern gépekkel dolgozott, ennek köszönhetően rövid idő leforgása alatt Csíkszereda igen közkedvelt fotográfusává vált. A második világháborút követően feladta eredeti, erdőmérnöki szakmáját, így a megélhetési forrása a fényképészet lett. A Sepsiszentgyörgyön 1938-ban megrendezett gazdasági témájú kiállításon, amelyet az Erdélyi Gazdák Egyesülete szervezett öt témakörre felosztva, Aladics „szakmabeli kiállítását aranyéremmel, művészportréit szintén aranyéremmel, természeti és vadászképeit ezüstéremmel jutalmazták”.
Erdőmérnöki foglalkozásához kapcsolódó szenvedélyévé vált a vadászat és a horgászat, valamint a természetjárás. Falun készült fényképfelvételei a csíki életmód maradandó emlékeivé váltak.
1990. november 1-jén hunyt el Csíkszeredában.